# غوستا برونستروم
غوستا غريغر ستيغ فابيان برونستروم (من 4 مارس 1907 إلى 11 يونيو 1989) ، كان دبلوماسيًا سويديًا.

## مسيرته
وُلد برونستروم في هيلسينجبورج بالسويد وكان ابن المخرج فابيان برونستروم وهيلدر نيي بانك. أخذ امتحان ضابط الاحتياط في عام 1929 وكان ملازمًا في سلاح الفرسان في سكانيا (K 2) من عام 1932 إلى عام 1946. حصل برونستروم على درجة البكالوريوس في الآداب عام 1932 وشهادة في القانون من جامعة أوبسالا في عام 1936 قبل أن يصبح ملحقًا في وزارة الخارجية عام 1936.
خدم برونستروم في القنصلية العامة في كلكتا في عام 1937. وكان القائم بأعمال القنصل العام هناك في عام 1938. والملحق في باريس في عام 1939، وأوسلو في عام 1940، وكان سكرتير مفوض ثاني في واشنطن العاصمة في عام 1941. وكان القائم بأعمال القائم بالأعمال في مكسيكو سيتي في عام 1942 وسكرتير مفوض في ريو دي جانيرو وبوينس آيرس في عام 1944 والسكرتير الأول في وزارة الخارجية في عام 1944. شغل برونستروم حينذاك منصب مدير المكتب البحري بوزارة الخارجية 1946-1948. وكان سفيرا في كراتشي 1956-60، وبيروت وأيضا في الرياض وعمان ونيقوسيا 1960-65 ودمشق 1961-1965. كان برونستروم سفيرا في أثينا 1965-1972 والقنصل العام في مونتريال 1969-1972.

## الحياة الشخصية
في عام 1943 تزوج من ماري ديفيس (1917-1987) ابنة ألن ديفيس وأليس سوبلي. برونستروم كان صاحب منزل هاملتون في هيلسينجبورج.  توفي برونستروم في 11 يونيو 1989 ودفن في 13 يوليو 1989 في مقبرة بالسجو في هيلسينجبورج.

## جوائز
- فارس وسام النجم القطبي [2]
- قائد وسام الاستحقاق الأرجنتيني ( Orden Al Mérito ) [4]